# Mimulus orbicularis
Mimulus orbicularis är en gyckelblomsväxtart som beskrevs av Nathaniel Wallich och George Bentham. Mimulus orbicularis ingår i släktet gyckelblommor, och familjen gyckelblomsväxter. Inga underarter finns listade i Catalogue of Life.